# Elaver multinotata
Elaver multinotata là một loài nhện trong họ Clubionidae.
Loài này thuộc chi Elaver. Elaver multinotata được Arthur Merton Chickering miêu tả năm 1937.